# Stazione di Madonna della Scala
La stazione di Madonna della Scala  era una fermata ferroviaria situata nell'omonima frazione del comune di Cambiano. Essa costituiva l'unica fermata intermedia presente tra i due capolinea della breve linea Trofarello-Chieri.

## Storia
Negli anni 1990 la fermata venne soppressa. Nel 2018 e nel 2024 furono ripetutamente proposte attraverso raccolta firme, le richieste di riattivazione della fermata considerata la rivalorizzazione dell'area circostante come itinerario turistico, un potenziale collegamento permanente per i pendolari, nonché lo scarso investimento in termini economici considerati gli ammodernamenti tecnologici alla linea negli anni 1991-1992 .

## Strutture e impianti
La gestione degli impianti era affidata a Rete Ferroviaria Italiana.
La fermata sorge in area campestre: nonostante la presenza di poche abitazioni nei dintorni, la posizione è comunque centrale rispetto a Chieri, Pecetto Torinese, Pino Torinese e Cambiano, con i quali è collegata anche grazie ad alcune piste ciclabili.
Essa disponeva di due edifici: il fabbricato viaggiatori, simile nelle forme e nelle dimensioni più ad un casello ferroviario, ed un magazzino merci, posto nelle sue immediate adiacenze. La fermata era servita dal solo binario di corsa della linea, cui si accedeva da un'apposita banchina non coperta ma sulla quale erano state poste due panchine in metallo per l'attesa, precedentemente alla dismissione.

## Movimento
Il servizio viaggiatori era effettuato da Trenitalia nell'ambito del contratto di servizio stipulato con la Regione Piemonte. Data la scarsa affluenza di viaggiatori allora registrata e alla distanza dal centro abitato, la fermata venne dismessa negli anni 1990.

## Petizioni
Nel 2024 fu presentata una petizione su change.org per riaprire la stazione, la petizione presentata fu diffusa tramite volantinaggio presso la stazione di Chieri, nonostante ciò ad oggi non si hanno notizie su una sua prossima riapertura.